# Pseudoderopeltis gildessa
Pseudoderopeltis gildessa är en kackerlacksart som beskrevs av Adelung 1903. Pseudoderopeltis gildessa ingår i släktet Pseudoderopeltis och familjen storkackerlackor.
Artens utbredningsområde är Etiopien. Inga underarter finns listade i Catalogue of Life.